# Jørgen Ramskov
Jørgen Ramskov (født 8. marts 1957 i Horsens) er en dansk journalist og tidligere administrerende direktør for radiokanalen Radio24syv.
Ramskov blev student fra Horsens Statsskole i 1976 og blev uddannet journalist fra Danmarks Journalisthøjskole i 1988.
Som nyuddannet blev han reporter og redaktionssekretær ved Københavns Radio. Efter et som reporter på TV 2 Nyhederne vendte han i 1994 tilbage til DR, hvor han bl.a. har været producer, chef for DR Dokumentar, udlandsredaktør på Radioavisen, redaktionschef for DR's tv-fakta og programchef for DR1 fra 1998. I 2001 blev han tv-direktør i DR og havde bl.a. ansvaret for Danmarks værtskab for Eurovision Song Contest 2001, der blev afholdt i Parken.
Han skiftede i 2004 til en stilling som produktions- og udviklingsdirektør ved Det Danske Filminstitut, men blev i 2006 administrerende direktør for Nimbus Film. I 2009 blev han leder af Copenhagen Film Festivals, hvor han virkede i en periode.
Privat er han kæreste med journalist Lene Johansen.
Ramskov var tidligere kommunist og var i et par år omkring 1980 medlem af centralkomitéen i Kommunistisk Arbejderparti. Han kom fra et borgerligt hjem, men valgte tidligt en anden politisk vej. Han var med til at arrangere atomkraftmarcher og stifte en lokal afdeling af anti-atomkraftbevægelsen OOA.
Ramskov blev maoist og fandt samtidig arbejde på de store fabrikker, blandt andet et par år på maskinfabrikken Sabroe og senere seks år på flydedokken på Dannebrog Værft. I 1982 meldte han sig ud af KAP og kom senere ind på Journalisthøjskolen.